# Vîșovatîi, Teceu
Vîșovatîi (în ucraineană Вишоватий) este un sat în comuna Ternovo din raionul Teceu, regiunea Transcarpatia, Ucraina.

## Demografie
Componența lingvistică a localității Vîșovatîi
     Ucraineană (99,78%)
     Alte limbi (0,22%)
Conform recensământului din 2001, majoritatea populației localității Vîșovatîi era vorbitoare de ucraineană (99,78%), existând în minoritate și vorbitori de alte limbi.